# Louis Vaudreuil
Louis Vaudreuil, francoski admiral, * 28. oktober 1724, † 14. december 1802.